# Agen-d’Aveyron
Agen-d’Aveyron – miejscowość i gmina we Francji, w regionie Oksytania, w departamencie Aveyron. W 2013 roku jej populacja wynosiła 1110 mieszkańców. Przez gminę przepływa rzeka Aveyron.

## Zabytki
Zabytki w miejscowości posiadające status monument historique:
- dolmen (dolmen d’Agen d’Aveyron)